# Jacobsita-Q
La jacobsita-Q, abans coneguda com iwakiïta, és un mineral de la classe dels òxids. Va ser reanomenada al nom actual l'any 2018 al ser redefinida com el polimorf tetragonal de la jacobsita.

## Característiques
La jacobsita-Q és un òxid de fórmula química Mn2+Fe₂3+O₄. Cristal·litza en el sistema tetragonal. La seva duresa a l'escala de Mohs es troba entre 6 i 6,5. És un mineral isostructural amb l'hausmannita, l'hetaerolita i l'hidrohetaerolita.
Segons la classificació de Nickel-Strunz, la jacobsita-Q pertany a «04.BB: Òxids amb proporció Metall:Oxigen = 3:4 i similars, amb només cations de mida mitja» juntament amb els següents minerals: cromita, cocromita, coulsonita, cuprospinel·la, filipstadita, franklinita, gahnita, galaxita, hercynita, jacobsita, manganocromita, magnesiocoulsonita, magnesiocromita, magnesioferrita, magnetita, nicromita, qandilita, espinel·la, trevorita, ulvöspinel·la, vuorelainenita, zincocromita, hausmannita, hetaerolita, hidrohetaerolita, maghemita, titanomaghemita, tegengrenita i xieïta.

## Formació i jaciments
Va ser descoberta l'any 1979 a la mina Gozaisho, a Iwaki (Prefectura de Fukushima, Honshū, Japó). També ha estat descrita a Răzoare (Romania), a la mina Garpenberg Norra (Dalarna, Suècia), a Långban (Värmland, Suècia) i a la mina Benallt (Gwynedd, Gal·les).